# Cidade de Londres
A Cidade de Londres (em inglês: City of London, ou simplesmente The City) é uma cidade, condado cerimonial, centro financeiro e centro histórico na Grande Londres, Inglaterra. Com uma população por volta de 10 mil pessoas, a cidade localiza-se no centro da área metropolitana de Londres, à margem do rio Tâmisa. Possui uma área de apenas 2,6 km², ou aproximadamente uma milha quadrada, razão pela qual é referida como "The Square Mile".
A City é o principal centro financeiro da Europa. Com uma singular concentração de bancos e de peritos internacionais, contando com o suporte legal de sistema regulatório eficiente e com um avançado sistema de comunicações, apoiado em uma sólida infraestrutura de tecnologia da informação, a área oferece uma imensa gama de serviços destinados a profissionais dos negócios, além de estar inserida em uma capital vibrante e dotada de peculiar diversidade cultural - uma das cidades mais interessantes do planeta.
A autoridade governante da Square Mile empenha-se em suprir as necessidades da comunidade internacional de negócios e manter um ambiente no qual as organizações de todo o mundo possam exercer seu papel no financiamento e desenvolvimento do comércio global.

## História
Até 1835 a liberdade da City era necessária para aqueles que desejavam exercer o comércio.
Um número de antigos privilégios são associados com a liberdade da City, apesar de estarem mais na memória coletiva do que devidamente documentados. Entre eles estão o direito dos pastores de atravessarem a ponte de Londres com suas ovelhas, ir a City com uma espada na bainha, e serem enforcados em corda de seda se culpados por um crime capital. Outros benefícios eram o direito de não ser chantageado, casar-se na Catedral de São Paulo, se divertir e ficar bêbado sem o temor de ser preso pelas autoridades.
Aos homens livres era fornecida uma pequena caixa de madeira que funcionava como um certificado de liberdade o qual as pessoas carregavam como hoje fazem com suas carteiras de motorista.
Uma das mais antigas cerimônias tradicionais ainda existentes é a garantia da liberdade da Cidade de Londres, acredita-se que a primeira ocorreu em 1237.
O termo medieval "homem livre" significava alguém que não era nobre proprietário de terras, mas gozava de privilégios como o direito a ganhar dinheiro e possuir terras. Os moradores de Londres eram protegidos pela carta patente de sua vila ou cidade e eram geralmente livres, surgindo assim o termo "liberdade da City"

## Lazer e herança cultural

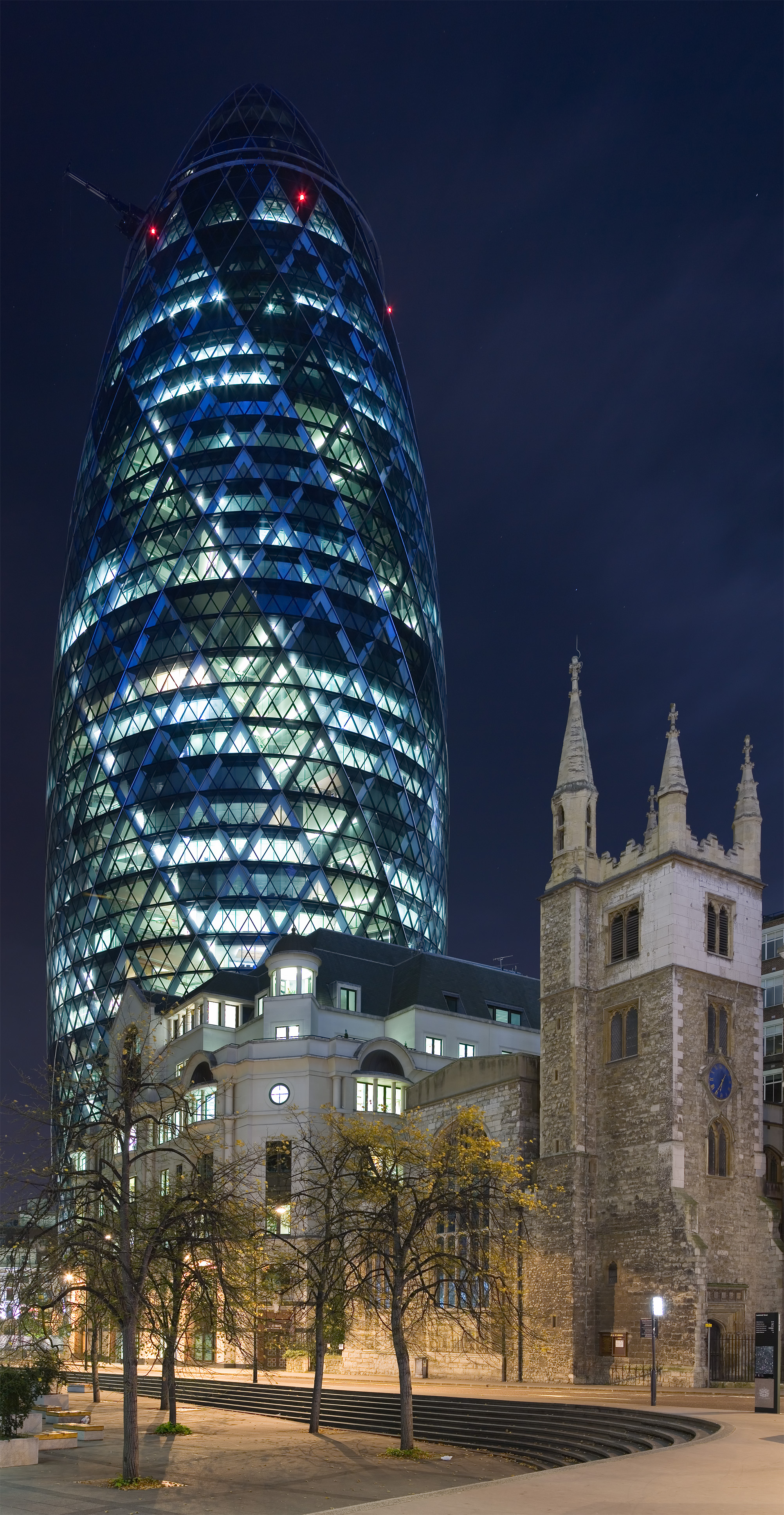
Vista do distrito, com destaque ao edifício 30 St Mary Axe

A Cidade, como é mais conhecida entre seus freqüentadores, não vive apenas no mundo financeiro e dos negócios; paralelamente a essa atmosfera floresce a arte representada por diversas galerias, teatros, museus e salas de concerto para agradar a todos os gostos. Há também um amplo leque de atividades esportivas, um centro público de lazer e o mundialmente famoso "Barbican Centre" de Londres, uma babilônia cultural onde cinema, teatro, galeria de arte e espaço para diversas outras manifestações artísticas se fundem em um só local. Para completar essa vocação a City é a terceira maior patrocinadora das artes no Reino Unido e ainda detém e cuida de um grande patrimônio histórico formado por edificações e monumentos.
A história desta milha quadrada é fascinante. A cidade de Londres tem mais de 1000 anos e enquanto cumpre seu papel de autoridade local moderna preserva e respeita seu rico legado histórico. Os antigos escritórios de Lorde Mayor e "sheriffs" fundem-se com a City moderna e as tradições como o show de Lorde Mayor e a libertação da City trazem a história de Londres novamente a vida.
A Cidade possui ainda um vasto número de hotéis das categorias executivas e de luxo, e muitos restaurantes de ótima classificação também emanam de suas ruas e avenidas.

## Transportes e rodovias
A Cidade de Londres atrai a cada dia por volta de 300 mil trabalhadores oriundos de outras regiões de Londres, além de um grande número de visitantes de negócios e turistas. A maior parte das pessoas que vão à City dependem do transporte público.
A City precisa de um eficiente sistema de transportes que permita aos trabalhadores chegarem e deixarem o trabalho, correios e bons veículos para fazer as entregas essenciais ao dia a dia do centro de negócios.
Sempre promovendo o transporte público, a Cidade de Londres procura manter o tráfego fluente por meio de efetivo planejamento e gerenciamento da rede de vias públicas. Melhorando a segurança a todos os usuários e criando um ambiente adequado aos pedestres e mantendo boa a qualidade do ar, tudo isso reforça a reputação da City como o melhor lugar para se fazerem negócios.
Para os moradores de Londres que têm de ir a cidade há uma infinidade de tipos de transporte público, entre eles ônibus diametrais, trens, metrô e ônibus locais que fazem o transporte das estações ferroviárias até a City. Um plano para ligar por via férrea a City e o aeroporto está sendo executado e, a partir de 2010, estará em funcionamento ligando os dois pontos em apenas 22 minutos.
A administração do transporte também cria possibilidades para a circulação segura de ciclistas. Como medida para melhorar a qualidade do ar e diminuir o tráfego  foi adotada a taxação aos veículos que transitam pelas ruas da City, e este programa trouxe resultados bastante satisfatórios em relação a seus objetivos. Além disso o eficiente sistema de estacionamento rotativo auxilia na popularização do transporte público entre os londrinos.
A circulação de pedestres é primorosa nas ruas da City onde a velocidade máxima dos veículos não pode exceder os 30 km/h, todas as calçadas bem como as entradas dos edifícios contam com rebaixamento para deficientes.

## Ao redor da cidade
Apesar de ter em sua pequena área uma das maiores concentrações de riqueza do mundo, nos arredores da City localiza-se uma das áreas mais pobres de toda Londres. A autoridade local tenta a cada dia realizar projetos de revitalização urbanística da área, além de promover iniciativas ao desenvolvimento de pequenos negócios e dos moradores destes locais.

## Meio ambiente
Preocupados com o futuro obscuro que poderá haver resultando da constante degradação do meio ambiente, recentemente a cidade de Londres tem se comprometido na pesquisa de questões como o desenvolvimento sustentável do meio ambiente, o que inclui estudos para controle da altura dos novos prédios e um fórum para a discussão de questões ambientais (globais e locais) e de sustentabilidade responsável de suas finanças, o que significa preservar o meio ambiente e a qualidade de vida de seus habitantes.

## Segurança Pública
A cidade tem uma força policial própria, a City of London Police, que é uma referência mundial em combate a crimes financeiros. O restante da Região de Londres é protegida pela Polícia Metropolitana de Londres.